# Grzegorz Cziura
Grzegorz Cziura, född 3 januari 1952 i Knurów, död 17 juli 2004 i Siemianowice Śląskie, var en polsk tyngdlyftare.
Cziura blev olympisk silvermedaljör i 56-kilosklassen i tyngdlyftning vid sommarspelen 1976 i Montréal.